# Sidalcea
Sidalcea é um género botânico pertencente à família Malvaceae.